# Harpeko Saindua

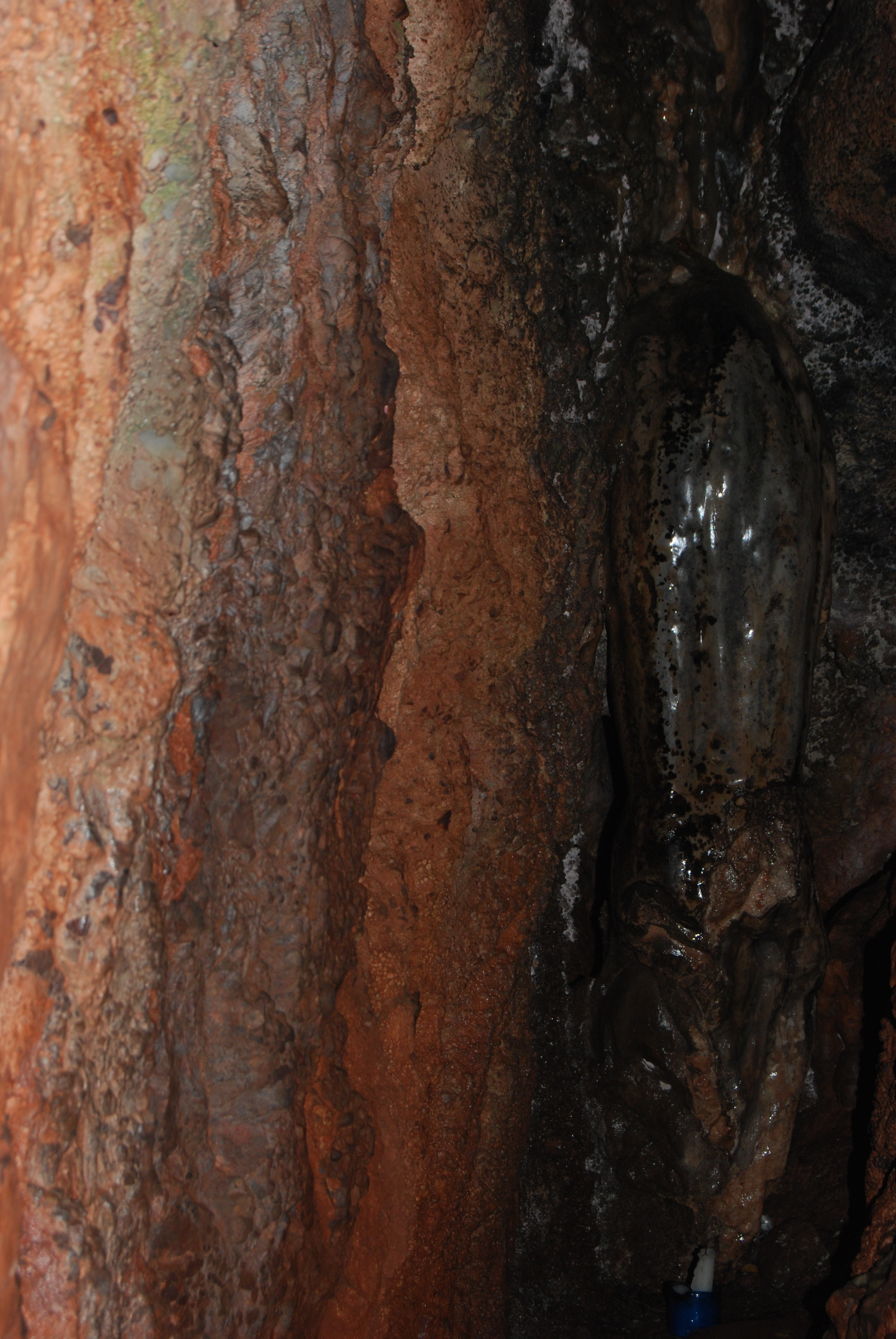
« Harpeko saindua »

Harpeko Saindua signifie en basque « la sainte (ou le saint) de la grotte ». On peut aussi trouver les graphies arpeko et saindia, xaindua, xaindia.
Harpeko Saindua désigne une stalagmite de la grotte de Zelharburu, à Bidarray, en Basse-Navarre.

## Histoire
Une légende raconte qu'un jour, une jeune bergère était partie chercher ses chèvres. Elle alla vers les rochers sous les falaises de l'Artzamendi.
Ne la voyant pas revenir, les hommes partirent à sa recherche. L'un d'eux découvrit l'ouverture d'une grotte, et il trouva la jeune fille pétrifiée, figée à jamais dans le rocher. Selon certains témoignages recueillis par le père Barandiaran, c'est une traînée lumineuse (semblable à celle que peut laisser le passage de Mari) dans le ciel qui indiqua l'emplacement de la grotte. À cause de l'eau qui en coulait goutte à goutte, on l'appela la « sainte qui pleure ».
On commença à y venir, de très loin, pour solliciter ses vertus thérapeutiques : ses fidèles recueillaient sur des linges l'eau suintant, et elle était supposée guérir les maladies de peau et des yeux lorsqu'on en frottait les parties atteintes. Un grand pèlerinage avait lieu chaque année pour la Trinité. Les fidèles plaçaient des bougies devant la stalagmite, et laissaient des offrandes : pièces de monnaie, petites croix, vêtements des malades, mouchoirs.
La pratique des offrandes n'est pas spécifique au Pays basque, et remonte à bien avant le christianisme. Avant la « sainte de la grotte », c'est la figure de Mari, la grande déesse des Basques, qu'on y vénérait. Aujourd'hui, il est courant d'appeler ce personnage saint Bidarray.

## Situation

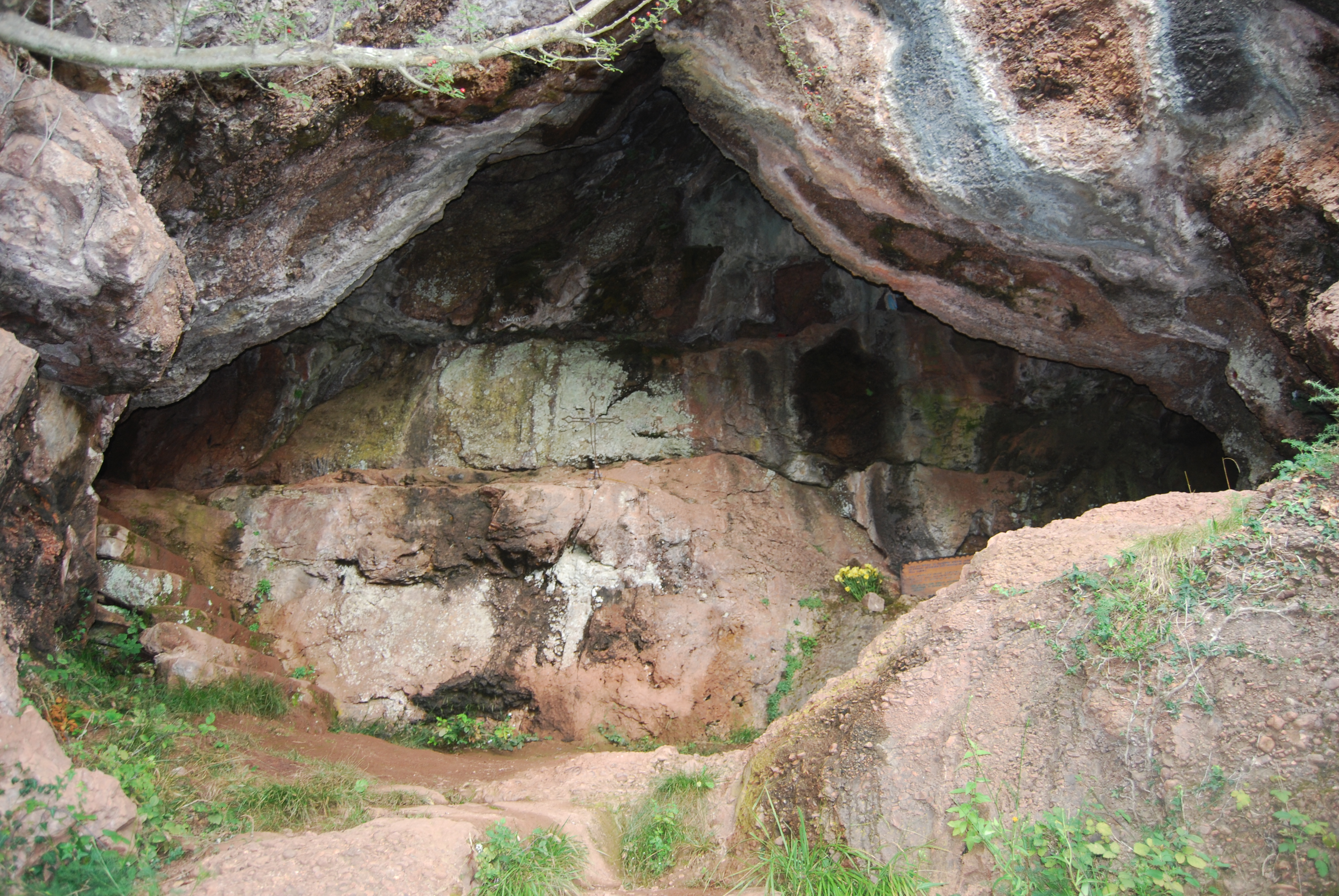
Entrée de la grotte.

La grotte de Zelharburu se situe à l'ouest du territoire de la commune de Bidarray, à proximité de la frontière entre l'Espagne et la France, dans la vallée du Bastan. Le GR 10 passe devant la grotte.

## Sources et bibliographie
- José Miguel Barandiaran (trad. Olivier de Marliave, préf. Jean Haritschelhar, photogr. Claude Labat), Mythologie basque [« Mitología vasca »], Toulouse, E.S.P.E.R, coll. « Annales Pyrénéennes », 1989, 120 p. [détail des éditions] (ISBN 2907211056 et 9782907211055, OCLC 489680103)
- José Miguel Barandiaran et traduit et annoté par Michel Duvert, Dictionnaire illustré de mythologie basque [« Diccionario Ilustrado de Mitología Vasca y algunas de sus fuentes »], Donostia, Baiona, Elkarlanean, 1993, 372 p. [détail des éditions] (ISBN 2903421358 et 9782903421359, OCLC 416178549)
- Bernard Duhourcau, Pyrénées mystérieuses, les Guides noirs, Paris, éditions Sand, 1985
- Olivier de Marliave et Jean-Claude Pertuzé, Panthéon Pyrénéen, Toulouse, Loubatières, 1990.